# کارلس‌بد (کالیفرنیا)
کارلس بد (به انگلیسی: Carlsbad) یک شهر ساحلی در ناحیه شمالی شهرستان سن دیگو (North County (San Diego area))، کالیفرنیا، ایالات متحده آمریکا است. این شهر در ۸۷ مایلی (۱۴۰ کیلومتری) جنوب مرکز شهر لس آنجلس و ۳۵ مایلی (۵۶ کیلومتری) شمال مرکز شهر سن دیگو قرار دارد و بخشی از منطقه آماری متروپولیتن سن دیگو-چولا ویستا-کارلزباد، کالیفرنیا است. کارلزباد یک مقصد توریستی محبوب و محل قابل توجه برای بسیاری از مشاغل در صنعت گلف است. این شهر در سرشماری سال ۲۰۱۰ میلادی، ۱۰۵۳۲۸ نفر جمعیت داشته‌است.